# گورو شیمورا
گورو شیمورا (انگلیسی: Goro Shimura؛ زاده ۲۳ فوریهٔ ۱۹۳۰) یک دانشمند در زمینه نظریه اعداد اهل ژاپن است.